# Tudor Gheorghe

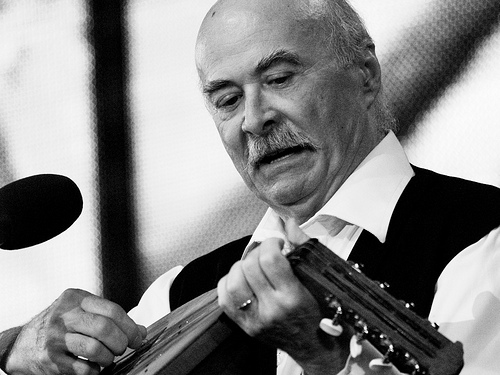
Tudor Gheorghe

Tudor Gheorghe (* 1. August 1945 in Podari, Kreis Dolj, Rumänien) ist ein rumänischer Sänger. Er ist bekannt für die Zusammenarbeit mit rumänischen Dichtern und für die Erforschung verschiedener Traditionen in der rumänischen Volksmusik oder Musik der Zwischenkriegszeit in Rumänien.

## Veranstaltungen
Die Jahreszeiten der rumänischen Dichtkunst:
- Herbst
- Winter
- Frühling
- Sommer

Veranstaltungen mit der Musik den Dreißigerjahre:
- Calvarul unei inime pribegi
- Parfumul nebunelor dorinți
- Mahalaua... mon amour
- Cavalerii felinarelor târzii
- Între rapsod și lăutar

## Diskografie

### Studioalben
| Jahr | Album                                 | Label                |
| ---- | ------------------------------------- | -------------------- |
| 1973 | Viața Lumii                           | Electrecord          |
| 1975 | Cîntece. De Dragoste, de Țară         | Electrecord          |
| 1976 | Veniți, Privighetoarea Cîntă          | Electrecord          |
| 1978 | Tudor Gheorghe                        | Electrecord          |
| 1989 | Primăvara                             | Electrecord          |
| 2001 | Primăvara Simfonic                    | Illuminati/Cat Music |
| 2001 | Toamna Simfonic                       | Illuminati/Cat Music |
| 2002 | Petrecerea cu Taraf                   | Illuminati/Cat Music |
| 2002 | Pe-un Franc Poet                      | Illuminati/Cat Music |
| 2003 | Iarna Simfonic                        | Illuminati/Cat Music |
| 2004 | Diligența cu Păpuși                   | Illuminati/Cat Music |
| 2006 | Trimite Vorbă - Petrecerea cu Taraf 2 | Illuminati/Cat Music |

### Livealben
| Jahr | Album                                             | Label                |
| ---- | ------------------------------------------------- | -------------------- |
| 1998 | Reîntoarcerea                                     | Illuminati/Cat Music |
| 2000 | Mie-mi Pasă!                                      | Illuminati/Cat Music |
| 2005 | Răsuri și Trandafiri                              | Illuminati/Cat Music |
| 2006 | Cu Iisus în Celulă                                | Illuminati/Cat Music |
| 2006 | În Căutarea Dorului Pierdut                       | Illuminati/Cat Music |
| 2006 | Vara Simfonic                                     | Illuminati/Cat Music |
| 2007 | Calvarul Unei Inime Pribegi                       | Illuminati/Cat Music |
| 2007 | Cand Dumnezeu Era Mai Jos - Petrecerea cu Taraf 3 | Illuminati/Cat Music |
| 2007 | Parfumele Nebunelor Dorinți                       | Illuminati/Cat Music |
| 2013 | Degeaba                                           | Illuminati/Cat Music |
| 2013 | Mahalaua Mon Amour                                | Illuminati/Cat Music |
| 2013 | La Margine de Imperii                             | Illuminati/Cat Music |
| 2013 | Chemarea Păsarii de Acasă                         | Illuminati/Cat Music |

## Auszeichnungen
Tudor Gheorghe wurde im Jahr 2002 der Stern von Rumänien verliehen.